# Collegno
Collegno je město v italském regionu Piemont. Žije zde přibližně 48 tisíc obyvatel. Je součástí metropolitního města Turín, přičemž od Turína leží 9 kilometrů západně. Leží na náplavové rovině v údolí Val di Susa na úpatí hory Musinè. Kromě Turína leží také nedaleko města Rivoli. Protéká zde řeka Dora Riparia. 